# Mike Greenlay
Mike Greenlay (Vitória, 15 de setembro de 1968) é um ex-jogador de hóquei no gelo de nacionalidade canadense nascido no Brasil.
A família de Greenlay veio para o Brasil quando o pai dele, Ron, foi contratado pela Companhia Vale do Rio Doce. Depois, a família ainda passaria por Estados Unidos, novamente Brasil, Venezuela e México, até retornar definitivamente para o Canadá. Ali, Greenlay conheceu o hóquei no gelo. Após destacar-se em sua cidade, Calgary, recebeu uma bolsa de estudos da universidade Lake Superior State, de Michigan, pela qual conquistou o título da NCAA, principal torneio universitário dos Estados Unidos.
Em 1989, assinou seu primeiro contrato profissional, com o Edmonton Oilers. Greenlay disputou apenas duas partidas pelo clube, na temporada de 1989-90. Ele teve algum sucesso nas ligas menores, onde passou a quase totalidade de sua carreira. Em 1994, foi campeão da IHL pelo Atlanta Knights, aposentando-se no ano seguinte. Passou então a comentarista de hóquei. Atualmente é comentarista de jogos do Minnesota Wild.